# Атто Сполетський
Атто або Гатто († 663), четвертий герцог Сполетський, про якого майже нічого невідомо.